# Voleibol nos Jogos Olímpicos de Verão de 1972 - Masculino
O torneio masculino de voleibol nos Jogos Olímpicos de Verão de 1972 foi realizado no Volleyballhalle, Munique, entre 27 de agosto e 9 de setembro e organizado pela Federação Internacional de Voleibol (FIVB) em conjunto com o Comitê Olímpico Internacional (COI).

## Medalhistas
O Japão foi campeão olímpico de voleibol, derrotando a Alemanha Oriental na final. A União Soviética ganhou o bronze frente à Bulgária.
|  | JPN Japão |  | GDR Alemanha Oriental |  | URS União Soviética |
|  | Masayuki Minami Katsutoshi Nekoda Kenji Kimura Jungo Morita Tadayoshi Yokota Seiji Oko Tetsuo Sato Kenji Shimaoka Yoshihide Fukao Yūzo Nakamura Yasuhiro Noguchi Tetsuo Nishimoto |  | Arnold Schulz Wolfgang Webner Siegfried Schneider Wolfgang Weise Rudi Schumann Eckehard Pietzsch Wolfgang Löwe Wolfgang Maibohm Rainer Tscharke Jürgen Maune Horst Peter Horst Hagen |  | Valery Kravchenko Yuriy Poyarkov Yevgeny Lapinsky Yefim Chulak Vladimir Putyatov Vladimir Patkin Leonid Zayko Yury Starunsky Vladimir Kondra Vyacheslav Domani Viktor Borshch Aleksandr Saprykin |

## Qualificação
| Torneio de qualificação          | Data                                | Sede                 | Vagas | Qualificados       |  |
| -------------------------------- | ----------------------------------- | -------------------- | ----- | ------------------ |  |
| País-sede                        | 26 de abril de 1966                 | Roma                 | 1     | Alemanha Ocidental |  |
| Jogos Olímpicos de 1968          | 13–26 de outubro de 1968            | Cidade do México     | 1     | União Soviética    |  |
| Campeonato Mundial de 1970       | 20 de setembro–2 de outubro de 1970 | Bulgária             | 1     | Alemanha Oriental  |  |
| Campeonato Mundial de 1970       | 20 de setembro–2 de outubro de 1970 | Bulgária             | 1     | Bulgária           |  |
| Campeonato Mundial de 1970       | 20 de setembro–2 de outubro de 1970 | Bulgária             | 1     | Japão              |  |
| Campeonato Africano de 1971      | 1971                                | Cairo                | 1     | Tunísia            |  |
| Qualificação Asiática            | 29–31 de julho de 1972              | Saint-Dié-des-Vosges | 1     | Coreia do Sul      |  |
| Campeonato Europeu de 1971       | 23 de setembro–1 de outubro de 1971 | Itália               | 1     | Checoslováquia     |  |
| Campeonato da NORCECA de 1971    | 17–22 de agosto de 1971             | Havana               | 1     | Cuba               |  |
| Campeonato Sul-americano de 1971 | 16–25 de abril de 1971              | Montevidéu           | 1     | Brasil             |  |
| Qualificatório Mundial           | 4–10 de agosto de 1972              | França               | 1     | Polônia            |  |
| Qualificatório Mundial           | 4–10 de agosto de 1972              | França               | 1     | Romênia            |  |
| Total                            |                                     |                      | 10    |                    |  |

## Composição dos grupos
| Grupo A         | Grupo B                        |
| --------------- | ------------------------------ |
| Bulgária        | Alemanha Ocidental (País-sede) |
| Checoslováquia  | Brasil                         |
| Polônia         | Cuba                           |
| Coreia do Sul   | Alemanha Oriental              |
| União Soviética | Japão                          |
| Tunísia         | Romênia                        |

## Fase de grupos
Na fase de grupos, as seleções jogaram entre si repartidas em dois grupos de seis equipas cada. Os dois melhores apuraram-se para as semifinais.
- Placar de 3–0 ou 3–1: 3 pontos para o vencedor, nenhum para o perdedor;
- Placar de 3–2: 2 pontos para o vencedor, 1 para o perdedor.

### Grupo A
|  | Equipes classificadas para as semifinais |

|     |                 |     | Jogos | Jogos | Jogos | Resultados | Resultados | Resultados | Resultados | Resultados | Resultados | Sets | Sets | Sets  | Pontos | Pontos | Pontos |
| Pos | Equipe          | Pts | T     | V     | D     | 3–0        | 3–1        | 3–2        | 2–3        | 1–3        | 0–3        | V    | P    | R     | V      | P      | R      |
| --- | --------------- | --- | ----- | ----- | ----- | ---------- | ---------- | ---------- | ---------- | ---------- | ---------- | ---- | ---- | ----- | ------ | ------ | ------ |
| 1   | União Soviética | 14  | 5     | 5     | 0     | 3          | 1          | 1          | 0          | 0          | 0          | 15   | 3    | 5,000 | 257    | 196    | 1.311  |
| 2   | Bulgária        | 10  | 5     | 4     | 1     | 1          | 1          | 2          | 0          | 1          | 0          | 13   | 8    | 1.625 | 294    | 235    | 1.251  |
| 3   | Checoslováquia  | 10  | 5     | 3     | 2     | 3          | 0          | 0          | 1          | 0          | 1          | 11   | 6    | 1.833 | 230    | 205    | 1.122  |
| 4   | Coreia do Sul   | 6   | 5     | 2     | 3     | 1          | 1          | 0          | 0          | 1          | 2          | 7    | 10   | 0.700 | 209    | 197    | 1.061  |
| 5   | Polônia         | 5   | 5     | 1     | 4     | 1          | 0          | 0          | 2          | 1          | 1          | 8    | 12   | 0.667 | 237    | 259    | 0.915  |
| 6   | Tunísia         | 0   | 5     | 0     | 5     | 0          | 0          | 0          | 0          | 0          | 5          | 0    | 15   | 0,000 | 90     | 225    | 0.400  |

Ordenamento da classificação: 1) Número de vitórias; 2) Pontos; 3) Razão de sets; 4) Razão de pontos; 5) Confronto direto.
- 27 de agosto

|                 |     |               |                       |  |
| União Soviética | 3-0 | Tunísia       | 15-10 15-6 15-4       |  |
| Tchecoslováquia | 3-0 | Polónia       | 15-13 16-14 15-8      |  |
| Bulgária        | 3-1 | Coreia do Sul | 16-18 15-6 15-9 15-13 |  |

- 29 de agosto

|                 |     |                 |                              |  |
| Polónia         | 3-0 | Tunísia         | 15-6 15-11 15-1              |  |
| União Soviética | 3-0 | Coreia do Sul   | 17-15 15-12 15-4             |  |
| Bulgária        | 3-2 | Tchecoslováquia | 15-11 15-11 12-15 14-16 15-9 |  |

- 31 de agosto

|                 |     |          |                        |  |
| Tchecoslováquia | 3-0 | Tunísia  | 15-11 15-4 15-10       |  |
| Coreia do Sul   | 3-1 | Polónia  | 15-7 13-15 15-11 15-6  |  |
| União Soviética | 3-1 | Bulgária | 9-15 15-10 15-11 15-10 |  |

- 2 de setembro

|                 |     |                 |                             |  |
| Coreia do Sul   | 3-0 | Tunísia         | 15-1 15-3 15-1              |  |
| União Soviética | 3-0 | Tchecoslováquia | 15-10 15-10 15-12           |  |
| Bulgária        | 3-2 | Polónia         | 14-16 12-15 15-7 15-3 15-10 |  |

- 5 de setembro

|                 |     |               |                               |  |
| Bulgária        | 3-0 | Tunísia       | 15-10 15-5 15-7               |  |
| Tchecoslováquia | 3-0 | Coreia do Sul | 15-11 15-5 15-13              |  |
| União Soviética | 3-2 | Polónia       | 11-15 15-12 15-12 10-15 15-13 |  |

### Grupo B
|  | Equipes classificadas para as semifinais |

|     |                    |     | Jogos | Jogos | Jogos | Resultados | Resultados | Resultados | Resultados | Resultados | Resultados | Sets | Sets | Sets  | Pontos | Pontos | Pontos |
| Pos | Equipe             | Pts | T     | V     | D     | 3–0        | 3–1        | 3–2        | 2–3        | 1–3        | 0–3        | V    | P    | R     | V      | P      | R      |
| --- | ------------------ | --- | ----- | ----- | ----- | ---------- | ---------- | ---------- | ---------- | ---------- | ---------- | ---- | ---- | ----- | ------ | ------ | ------ |
| 1   | Japão              | 15  | 5     | 5     | 0     | 5          | 0          | 0          | 0          | 0          | 0          | 15   | 0    | MAX   | 225    | 95     | 2.368  |
| 2   | Alemanha Oriental  | 12  | 5     | 4     | 1     | 3          | 1          | 0          | 0          | 0          | 1          | 12   | 4    | 3,000 | 200    | 162    | 1.235  |
| 3   | Romênia            | 7   | 5     | 2     | 3     | 2          | 0          | 0          | 1          | 0          | 2          | 8    | 9    | 0.889 | 201    | 213    | 0.944  |
| 4   | Brasil             | 5   | 5     | 2     | 3     | 0          | 0          | 2          | 1          | 1          | 1          | 9    | 13   | 0.692 | 273    | 280    | 0.975  |
| 5   | Cuba               | 4   | 5     | 2     | 3     | 0          | 0          | 2          | 0          | 0          | 3          | 6    | 13   | 0.462 | 212    | 254    | 0.835  |
| 6   | Alemanha Ocidental | 2   | 5     | 0     | 5     | 0          | 0          | 0          | 2          | 0          | 3          | 4    | 15   | 0.267 | 163    | 270    | 0.604  |

Ordenamento da classificação: 1) Número de vitórias; 2) Pontos; 3) Razão de sets; 4) Razão de pontos; 5) Confronto direto.
- 28 de agosto

|                   |     |                    |                           |  |
| Alemanha Oriental | 3-0 | Cuba               | 15-7 15-13 15-7           |  |
| Japão             | 3-0 | Roménia            | 15-4 15-5 15-6            |  |
| Brasil            | 3-2 | Alemanha Ocidental | 15-7 15-8 17-19 6-15 15-9 |  |

- 30 de agosto

|                   |     |                    |                       |  |
| Alemanha Oriental | 3-1 | Brasil             | 15-5 7-15 16-14 15-10 |  |
| Japão             | 3-0 | Cuba               | 15-10 15-9 15-5       |  |
| Roménia           | 3-0 | Alemanha Ocidental | 15-9 15-1 15-8        |  |

- 1 de setembro

|        |     |                    |                              |  |
| Brasil | 3-2 | Roménia            | 18-16 11-15 15-7 11-15 15-12 |  |
| Japão  | 3-0 | Alemanha Oriental  | 15-4 15-2 15-6               |  |
| Cuba   | 3-2 | Alemanha Ocidental | 15-8 15-11 10-15 12-15 15-8  |  |

- 3 de setembro

|                   |     |                    |                  |  |
| Alemanha Oriental | 3-0 | Alemanha Ocidental | 15-7 15-6 15-4   |  |
| Japão             | 3-0 | Brasil             | 15-7 15-13 15-11 |  |
| Roménia           | 3-0 | Cuba               | 15-7 17-15 15-13 |  |

- 5 de setembro

|                   |     |                    |                           |  |
| Cuba              | 3-2 | Brasil             | 16-14 6-15 15-7 7-15 15-9 |  |
| Alemanha Oriental | 3-0 | Roménia            | 15-10 15-12 15-7          |  |
| Japão             | 3-0 | Alemanha Ocidental | 15-3, 15-6, 15-4          |  |

## Fase final
Na fase final as seleções disputaram, no máximo, mais três jogos (para as equipas que discutiram as medalhas), em formato de eliminatória.
|  | Semifinal         | Semifinal     |   |                 | Final               | Final |  |
|  |                   |               |   |                 |                     |       |  |
|  | 8 de setembro     |               |   |                 |                     |       |  |
|  | União Soviética   | 1             |   |                 |                     |       |  |
|  | Alemanha Oriental | 3             |   |                 |                     |       |  |
|  |                   |               |   |                 |                     |       |  |
|  |                   |               |   |                 | 9 de setembro       |       |  |
|  |                   |               |   |                 | Alemanha Oriental   | 1     |  |
|  |                   | Japão         | 3 |                 |                     |       |  |
|  |                   |               |   |                 |                     |       |  |
|  |                   |               |   |                 |                     |       |  |
|  |                   |               |   |                 | Disputa pelo bronze |       |  |
|  | 8 de setembro     | 8 de setembro |   | 9 de setembro   | 9 de setembro       |       |  |
|  | Bulgária          | 2             |   | União Soviética | 3                   |       |  |
|  | Japão             | 3             |   |                 | Bulgária            | 0     |  |

Semifinais
- 8 de setembro — semi-finais

|                   |     |                 |                            |  |
| Japão             | 3-2 | Bulgária        | 13-15 9-15 15-9 15-9 15-12 |  |
| Alemanha Oriental | 3-1 | União Soviética | 15-6 15-8 13-15 15-9       |  |

- 8 de setembro — disputa pelo 5º lugar

|                 |     |               |                 |  |
| Roménia         | 3-0 | Coreia do Sul | 15-12 15-7 15-8 |  |
| Tchecoslováquia | 3-0 | Brasil        | 15-8 15-6 15-1  |  |

Finais
- 9 de setembro — jogo de classificação 11-12

|                    |     |         |                      |  |
| Alemanha Ocidental | 3-1 | Tunísia | 15-5 14-16 15-4 15-9 |  |

- 9 de setembro — jogo de classificação 9-10

|         |     |      |                 |  |
| Polónia | 3-1 | Cuba | 15-2 15-7 15-13 |  |

- 9 de setembro — jogo de classificação 7-8

|               |     |        |                 |  |
| Coreia do Sul | 3-0 | Brasil | 18-16 15-7 15-5 |  |

- 9 de setembro — jogo de classificação 5-6

|         |     |                 |                       |  |
| Roménia | 3-1 | Tchecoslováquia | 9-15 15-7 15-10 16-14 |  |

- 9 de setembro — jogo de classificação 3-4

|                 |     |          |                  |  |
| União Soviética | 3-0 | Bulgária | 15-11 15-8 15-13 |  |

- 9 de setembro — final

|       |     |                   |                        |  |
| Japão | 3-1 | Alemanha Oriental | 11-15 15-2 15-10 15-10 |  |

## Classificação final
Esta foi a classificação final do torneio:
| Pos.              | Equipe             |
| ----------------- | ------------------ |
| Medalha de ouro   | Japão              |
| Medalha de prata  | Alemanha Oriental  |
| Medalha de bronze | União Soviética    |
| 4                 | Bulgária           |
| 5                 | Romênia            |
| 6                 | Checoslováquia     |
| 7                 | Coreia do Sul      |
| 8                 | Brasil             |
| 9                 | Polônia            |
| 10                | Cuba               |
| 11                | Alemanha Ocidental |
| 12                | Tunísia            |